# Cristina Oliveira (actriz)
Cristina Oliveira (Lisboa, 6 de junho de 1963) é uma atriz portuguesa.

## Biografia
Estreou-se como actriz profissional no extinto Teatro Ádóque.
Trabalha depois em revistas e comédias no Teatro ABC, Teatro Variedades e Teatro Villaret. 
Em 1990 vai para o Porto, passa a trabalhar com a Companhia de Teatro Seiva Trupe.
Volta ao teatro de revista em 1997, com "Preço Único" no Teatro ABC.
Participa em vários programas de televisão.
Em 2011 participa na comédia musical "Todos a Bordo" no Teatro da Malaposta, com encenação de Fernando Gomes.
De 2014 a 2016 desempenha o papel de "D. Amália" no programa "Portugal em Festa" (SIC), ao lado de João Baião.
Trabalhou entre 2017 e 2020 em produções do Teatro Politeama.
Em 2022 integrou o elenco do espetáculo teatral Monólogos da Vacina.

## Televisão
- 1982 - Vila Faia
- 1983 - Origens (RTP)[11]
- 1985 - Aqui Há Fantasmas (RTP)
- 1987 - Palavras Cruzadas (RTP)[12]
- 1988 - Histórias Quase Clínicas
- 1988 - Sétimo Direito (RTP)
- 1988 - Turbolento (RTP)[13] como Calpúrnea
- 1989 - Irmãos Meireles (RTP)
- 1990 - Os Mafarricos[14]
- 1993 - A Viúva do Enforcado (SIC)
- 1995 - Os Andrades (RTP)
- 2000 - Boa Tarde (RTP)
- 2001 - Sábado à Noite (RTP)[15]
- 2002 - Um Estranho em Casa (RTP)
- 2002 - Fábrica das Anedotas (RTP)[16]
- 2002 - Passeio dos Alegres (RTP)[17]
- 2002 - O Olhar da Serpente (SIC)
- 2002 - Estúdio 5 (RTP)[18]
- 2002 - Super Pai (TVI)
- 2002 - Estúdio 5 (RTP)[19]
- 2003 - Olá Portugal (TVI)
- 2004 - O Prédio do Vasco (TVI)[20]
- 2007 - Contacto (SIC)
- 2008 - Fátima (SIC)
- 2009 - Flor do Mar (TVI)
- 2009 - Cenas do Casamento (SIC)
- 2009 - Portugal no Coração (RTP)
- 2011 - Camilo - O Presidente (SIC)
- 2011 - Sedução (TVI)
- 2014-2016 - Portugal em Festa - Dona Amália (SIC)[21]
- 2022 - Festa é Festa (TVI)[22]
- 2022 - Casa Feliz - sketch (SIC)
- 2022 - Patrões Fora - Lurdes «Lurdinhas» (SIC)
- 2024 - Festa É Festa - Margarida ''Guida'' (TVI)

## Teatro
| Ano  | Peça                      | Teatro               | Notas                |
| ---- | ------------------------- | -------------------- | -------------------- |
| 1981 | Paga as Favas!            | Teatro Ádóque        | [ 23 ]               |
| 1982 | Tá Entregue à Bicharada   | Teatro Ádóque        | [ 24 ] [ 25 ]        |
| 1984 | E a Lata Continua...      | Teatro ABC           | [ 26 ] [ 27 ]        |
| 1985 | Fininho mas Jeitosinho    | Teatro ABC           | [ 28 ]               |
| 1986 | Aqui Há Fantasmas         | Teatro Variedades    | [ 29 ]               |
| 1988 | Olha a Bolsa Ó Zé         | Teatro ABC           | [ 30 ]               |
| 1989 | Ora Bate... Batman'so     | Teatro Villaret      | [ 31 ]               |
| 1990 | O Assassino de Macário    | Seiva Trupe          | [ 32 ] [ 33 ]        |
| 1991 | História de um Cavalo     | Seiva Trupe          | [ 34 ]               |
| 1991 | O Conde Barão             | Seiva Trupe          | [ 35 ]               |
| 1992 | O Animador                | Seiva Trupe          | [ 36 ]               |
| 1993 | O Comissário de Polícia   | Seiva Trupe          | [ 37 ]               |
| 1994 | O Vendedor de Milagres    | Seiva Trupe          | [ 38 ]               |
| 1994 | Curral                    | Seiva Trupe          | [ 39 ]               |
| 1994 | Tambores na Noite         | Seiva Trupe          | [ 40 ]               |
| 1995 | Luzes de Palco            | Seiva Trupe          | [ 41 ]               |
| 1995 | Porto d'Honra             | Seiva Trupe          | [ 42 ]               |
| 1995 | Beijo no Asfalto          | Seiva Trupe          | [ 43 ]               |
| 1996 | Ópera do Malandro         | Seiva Trupe          | [ 44 ]               |
| 1997 | Viagem ao Centro do Porto | Seiva Trupe          | [ 45 ]               |
| 1997 | Preço Único               | Teatro ABC           | [ 46 ]               |
| 1998 | Ó Troilaré, Ó Troilará!   | Teatro Maria Vitória | [ 47 ]               |
| 1999 | Mulheres ao Poder         | Teatro Maria Vitória | [ 48 ]               |
| 2000 | Tem Palavra a Revista     | Teatro Maria Vitória | [ 47 ]               |
| 2002 | Odisseia no Parque        | Teatro Maria Vitória | [ 49 ]               |
| 2003 | As Taradas                | Teatro Tivoli        | [ 50 ]               |
| 2003 | O Estádio da Nação        | Digressão            | [ 51 ]               |
| 2011 | Todos a Bordo             | Teatro da Malaposta  | [ 52 ]               |
| 2017 | Amália - O Musical        | Teatro Politeama     | [ 53 ] [ 54 ] [ 55 ] |
| 2017 | A Comédia Fantástica      | Teatro Politeama     | [ 56 ] [ 57 ]        |
| 2019 | Severa - O Musical        | Teatro Politeama     | [ 58 ]               |
| 2022 | Monólogos da Vacina       | Digressão            | [ 59 ]               |